# Pontificia fonderia di campane Marinelli
La Pontificia fonderia di campane Marinelli è un'azienda metallurgica italiana a conduzione familiare, con sede ad Agnone (IS), specializzata nella fusione di campane. Di proprietà della famiglia Marinelli, che la gestisce da numerose generazioni, si distingue per essere la più antica fonderia e azienda familiare italiana e fra le più antiche del mondo.
La fonderia Marinelli ha fuso concerti di campane importanti, come ad esempio per il Santuario della Beata Vergine del Rosario di Pompei, l'Abbazia di Montecassino, la cattedrale di Buenos Aires e la campana del Giubileo del 2000 (detta "Giovannea" perché commissionata da papa Giovanni Paolo II).

## Storia delle campane di Agnone

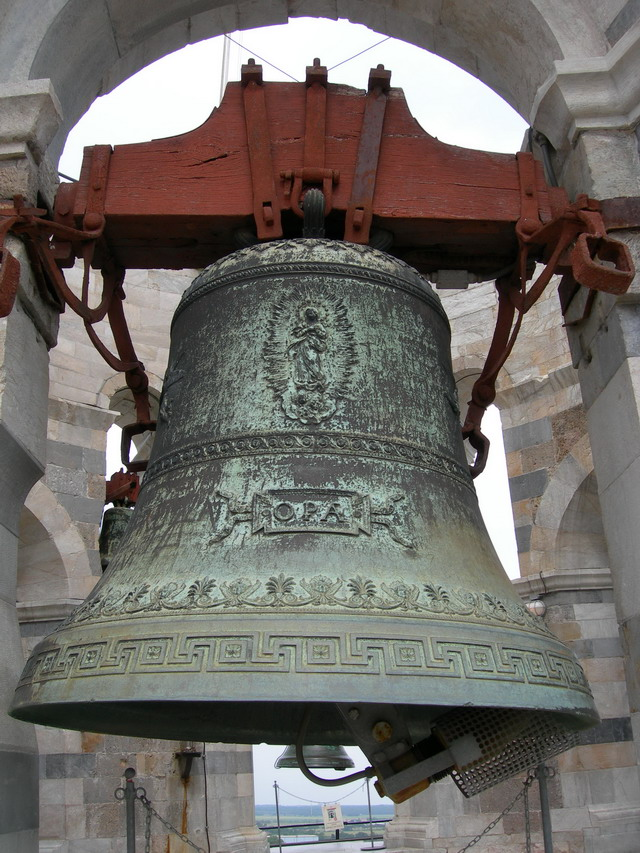
Una delle tante campane della Torre di Pisa, fuse dalla Fonderia Marinelli

Della fonderia Marinelli si hanno cenni storici già a partire dall'anno 1000 circa, periodo di grande sviluppo in Italia di chiese e cattedrali per la diffusione del culto cattolico.
Le prime campane ufficiali fuse dalla fonderia Marinelli risalgono al 1339, per opera del direttore Nicodemo Marinelli, detto "Campanarus". Nei due secoli successivi, quando il Regno di Napoli passò nelle mani degli aragonesi, i Marinelli continuarono a fondere campane per le varie chiese e campanili che venivano edificati in tutta la penisola.
Nel 1924 il papa Pio XI conferì alla famiglia Marinelli l'onore di avvalersi dello stemma pontificio perché potessero rappresentarlo nel volto delle campane che continuavano a fondere copiosamente.
All'inizio del Novecento i Marinelli furono molto richiesti da varie chiese in tutta Italia, perché i vecchi impianti delle campane per l'oscillazione erano ormai obsoleti oppure gravemente danneggiati. Quando nel 1944 gli occupanti tedeschi nazisti giunsero anche in Abruzzo e in Molise, la fonderia fu chiusa e usata come quartier generale per le missioni di battaglia. Inoltre le campane che in quel periodo erano in fase di fusione furono distrutte dai nazisti e rifuse per creare dei cannoni.
Terminata la guerra, nel 1949 la fonderia Marinelli, tuttora famosa per la sua arte campanaria, divenne luogo di riferimento per la fondazione di nuove campane. Nel secondo dopoguerra i Marinelli costruirono il concerto di campane per la cattedrale abbaziale di Montecassino, distrutta dai bombardamenti degli americani, e così continuano a contribuire, ogni qualvolta venga costruita una nuova chiesa, fondendo le campane necessarie per nuovi concerti.
Nell'ambito delle celebrazioni per l'Anniversario dell'Unità d'Italia, nel 2013 la fonderia produsse tre "campane del dovere" per le tre più antiche scuole militari italiane: la Scuola militare "Nunziatella" di Napoli, la Scuola militare "Teulié" di Milano e l'Accademia militare di Modena.

## Struttura della fonderia

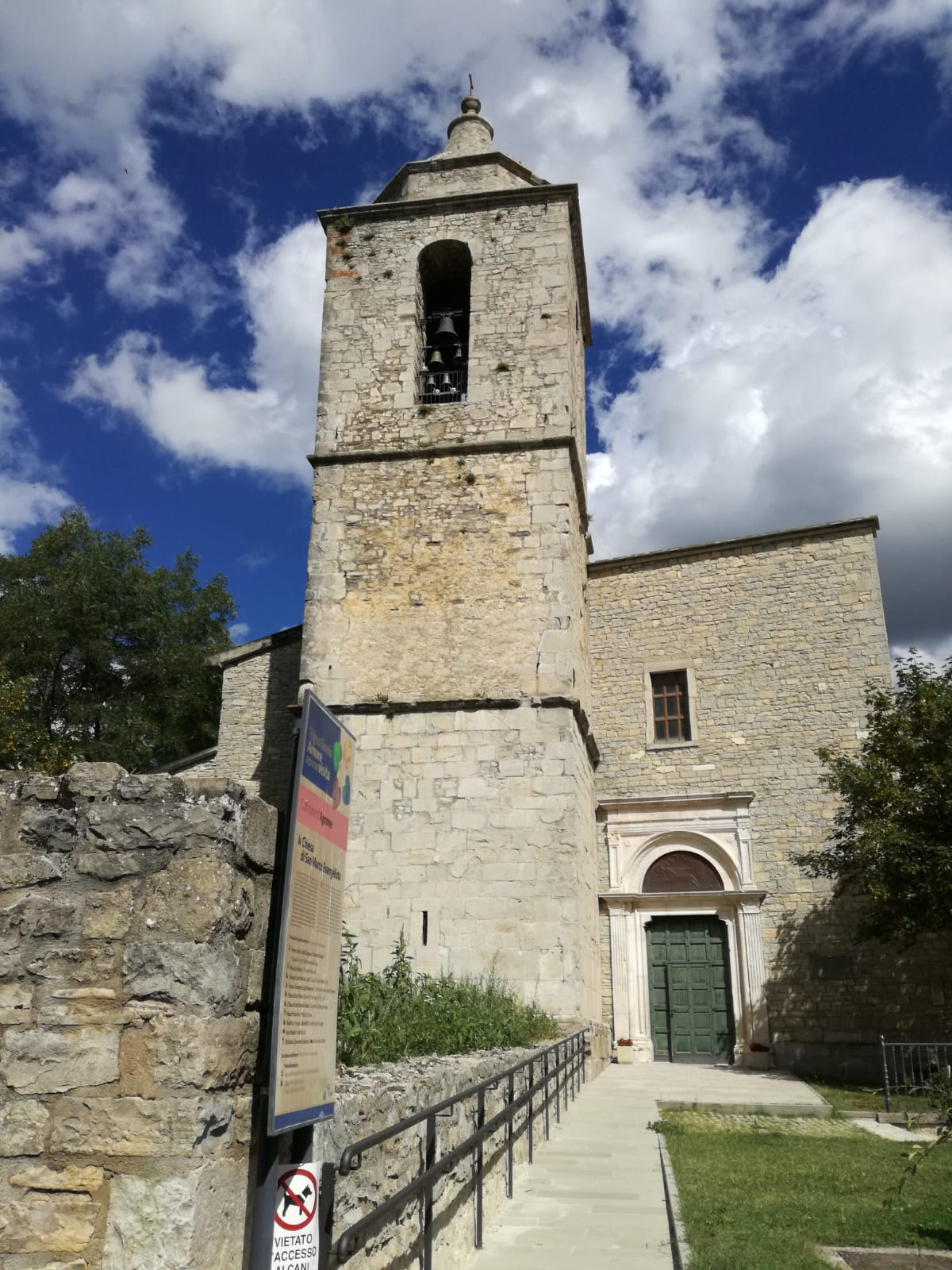
Campanile della chiesa di San Marco ad Agnone, il concerto di campane è della ditta Marinelli

Fino agli inizi del Novecento la fonderia Marinelli era solo una bottega rettangolare larga e col soffitto molto basso, posta in mezzo ad una vasta distesa di erba incolta. Successivamente dopo la seconda guerra mondiale i Marinelli compirono alcuni lavori di ristrutturazione, allargando la bottega e creando delle enormi stanze dedicate alla collezione dei vecchi cimeli di famiglia. Di conseguenza quelle stanze diventarono un museo, visti i numerosi visitatori che giungevano da tutta l'Italia per vedere le opere della fonderia. Con la nomina di "patrimonio dell'umanità" da parte dell'UNESCO, la fonderia Marinelli oltre che bottega di creazione di campane, è diventata anche un museo attrezzato con diverse stanze da visita per le varie visite dei turisti. Anche la stanza dove si fondono le campane è visitabile.
La parte vecchia della bottega è rimasta quella di sempre, dove vi sono gli strumenti antichi artigianali per la fabbricazione delle campane, i vari canali di scolo del bronzo e dello stagno, e i numerosi forni. La parte invece dedicata al museo è preceduta da una stanzetta laterale per i souvenir e l'acquisto dei biglietti. Di conseguenza nelle nuove stanze per le visite turistiche, in ogni parte del loro muro sono affissi cartelli multilingue e teche di vetro in cui sono raccolti tutti frammenti delle vecchie campane andate distrutte o troppo rovinate per continuare a suonare. Al termine della visita, nella sala della fonderia, un esperto suona alcuni pezzi classici e l'inno "Ave Maria" battendo il martello su campane appese di diversa tonalità per commemorare il disastro avvenuto nel terremoto del Molise del 2002.

## Fasi di creazione delle campane

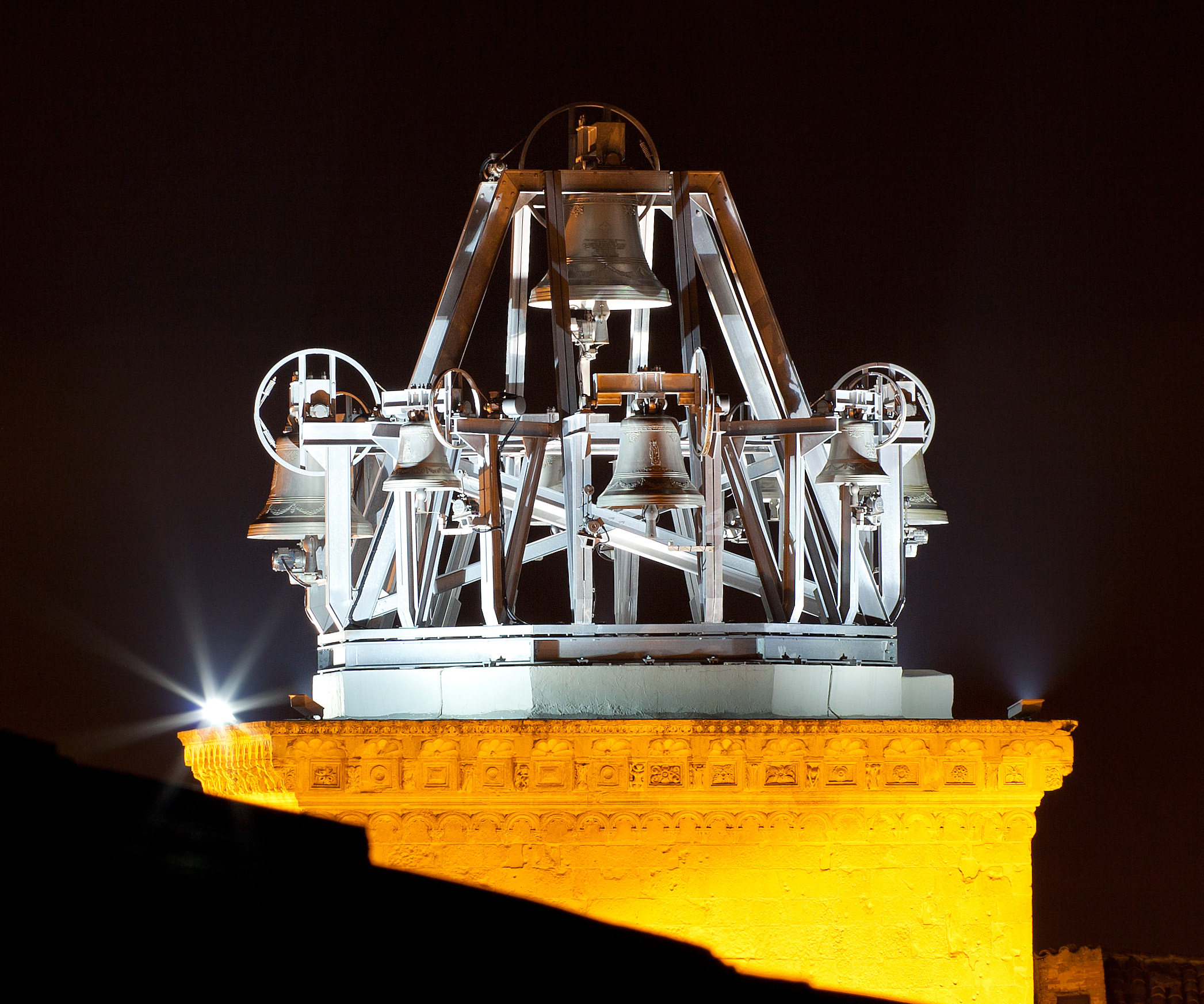
Il concerto di 9 campane costruito e montato tra il 2000 e il 2010 circa con una incastellatura a "granchio" a Guardiagrele nella collegiata di Santa Maria Maggiore

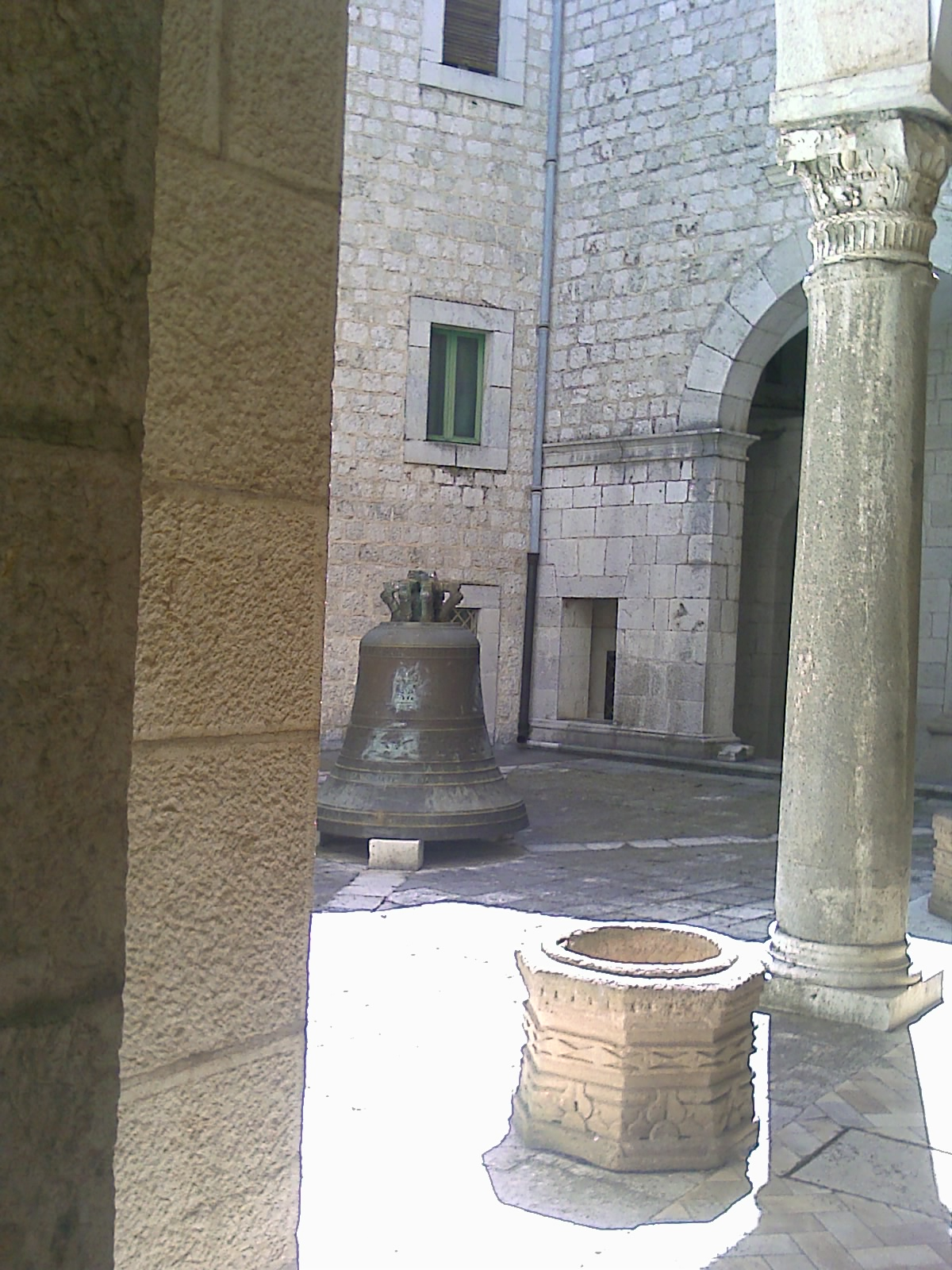
Una campana dell'abbazia di Montecassino costruita dalla fonderia Marinelli

Di solito la costruzione di campane è seguita dalle reti televisive molisane e abruzzesi. La fonderia ha ricevuto anche la visita di Alberto Angela, il conduttore del programma Ulisse - Il piacere della scoperta.
La creazione di una campana impiega qualche mese. Vi sono varie fasi di costruzione:
1. Creazione dell'"anima": si costruisce con dei mattoni il modello della campana, aiutandosi con uno strumento scorrevole in maniera circolare, fissato al centro della parte superiore del modello. L'oggetto, che è in legno, è molto simile alla maniglia che tiene serrato un mappamondo. Terminata la costruzione, la forma della campana viene cosparsa di argilla, sempre aiutandosi con lo strumento "maniglia" che permette, girando attorno alla forma, di rendere liscia la superficie fresca.
2. Le cere e i disegni sulla superficie: seccata l'argilla, si crea il "mantello" della campana. Ora si bagna con della cera liquida la campana e di conseguenza, create le figure e le riproduzioni a scelta per decorare la faccia della campana, si applica il tutto sempre amalgamando della cera. Di conseguenza la campana decorata si ricopre con un altro strato di argilla.
3. Forno nella campana e la colata del bronzo: terza ed ultima fase per la creazione di una campana. Creato ufficialmente il "mantello" e rivestito dell'argilla, rimane sopra la campana il foro del modello originale in mattoni. Dentro questo foro vengono calati dei tizzoni ardenti fino a ricoprire tutto l'interno vuoto della campana affinché la cera si sciolga e si crei definitivamente il "mantello" con le formine e i disegni sulla superficie della campana. Levato lo strato esteriore dell'argilla con le formine stampate sulla superficie, già suddiviso in due lati, viene rotto il "mantello" a colpi di martello, fino ad arrivare allo strato originario in mattoni. Rotto il mantello, si creerà uno spazio tra quella forma e le parti dello strato esteriore d'argilla: l'intercapedine. Riempito l'intercapedine col bronzo, si sarà creata la campana. Così, ricomposto il tutto e serrati i due lati dello strato esteriore d'argilla, la proto-campana viene calata in una cella sotterranea nella zona della bottega antica, dove rimane scoperta solo l'estremità con il foro centrale. Lì viene colato il bronzo fuso e lo stagno da un forno. Terminata l'operazione, la campana viene estratta e lo strato d'argilla esteriore distrutto. Rimane così la parte in bronzo, ossia la campana vera e propria, che spetta di essere collegata con la testa al ceppo mediante la fusione di altro metallo e di ricevere il battaglio che la fa suonare. Per constatare inoltre che la campana sia perfettamente funzionante e non incrinata, vengono convocati degli esperti che con un diapason verificano il livello di tonalità della campana.

## Museo internazionale della campana
Annesso alla fonderia c'è anche il museo internazionale della campana, noto anche con il nome del papa Giovanni Paolo II. Esso è stato istituito nel 1999, ed è accessibile dall'entrata a sinistra della bottega, se vi si giunge dalla strada principale davanti alla facciata. Esso è stato visitato anche dal papa Giovanni Paolo II nel 1995, che ne ha benedetto alcune campane.
All'interno sono conservati pezzi di storia della fonderia, a partire dal Medioevo fino al presente. Il documento più antico che il museo contiene è un'edizione olandese del 1664 del trattato De Tintinnabulis, opera di Girolamo Maggi, considerata la "Bibbia", di ciascun fonditore di campane. Oltre a pezzi di campane e alle teche che conservano bronzi di varia forma, aspetto ed età, il museo possiede reperti fotografici e video che ricordano le visite di altri papi alla fonderia: Pio XI, Giovanni XXIII e il già citato Giovanni Paolo II.
Al termine della visita al museo, che comprende anche quella della bottega della costruzione, un addetto ricorda le vittime del terremoto molisano del 2002, suonando delle campane. Il pensiero del gesto è soprattutto diretto alle giovanissime vittime del crollo della scuola elementare del comune di San Giuliano di Puglia.

## Riconoscimenti
- 2016: la Pontificia Fonderia di campane Marinelli riceve il Premio Doc Italy insieme ad altre eccellenze della regione Molise.